# Chanelle Price
Chanelle Price (Estados Unidos, 22 de agosto de 1990) es una atleta estadounidense especializada en la prueba de 800 m, en la que consiguió ser campeona mundial en pista cubierta en 2014.

## Carrera deportiva
En el Campeonato Mundial de Atletismo en Pista Cubierta de 2014 ganó la medalla de oro en los 800 metros, llegando a meta en un tiempo de 2:00.09 segundos, por delante de la polaca Angelika Cichocka y la bielorrusa Maryna Arzamasava (bronce con 2:00.79 segundos que fue su mejor marca personal).